# 曹伯纯
曹伯纯（1941年11月—），男，汉族，湖南株洲人，中国共产党、中华人民共和国政治人物，株洲航空工业专科学校毕业，大专学历，高级工程师，1963年12月参加工作，1966年12月加入中国共产党。曾任中共辽宁省委副书记、中共大连市委书记；中共广西壮族自治区党委书记，广西壮族自治区人大常委会主任及第十、十一届全国人大常委会环境与资源保护委员会副主任委员等职务，是中共第十四届中央候补委员，第十五、十六届中央委员。

## 经历

### 早年及湖南省
曹伯纯出生在湖南省株洲县三门镇苍霞村；早年一直在株洲工作。历任株洲航空工业专科学校教师，江南航空发动机厂工人、技术员、技术室主任、分厂政治处副主任、总厂政治部主任、总厂副厂长。
1983年进入政界，出任中共株洲市委副书记兼市委宣传部部长；一年后出任株洲市委书记。1990年调任中共湘潭市委书记。1991年出任湖南省人民政府副省长。

### 辽宁省
1992年6月调往辽宁，出任中共辽宁省委副书记兼大连市委书记。1995年3月后专任辽宁省委副书记。

### 广西壮族自治区
1997年7月，调任中共广西壮族自治区党委书记；2002年1月起，兼任广西壮族自治区人大常委会主任。

### 全国人大
2006年6月，年龄到限的曹伯纯，被免去在广西的职务；6月29日，在第十届全国人大常委会第二十二次会议上，被增补为全国人大环境与资源保护委员会副主任委员；2008年3月，又在第十一届全国人大一次会议上连任。2013年3月卸任退休。